# Giovanni Agostino Perotti
Giovanni Agostino Perotti (Vercelli, 12 d'abril de 1769 – Venècia, 6 de juny de 1865) fou un compositor i director de cor italià.
Fou deixeble del seu germà Giovanni Domenico i de Mattei, donant-se a conèixer ben aviat, primer a Itàlia i després Viena i Londres, ciutats en la que hi anà com acompanyant dels seus respectius teatres italians. A partir de 1801 residí a Venècia i el 1817 succeí a Furlanetto, al que ja suplia des de 1812, com a mestre de capella de la Basílica de Sant Marc. Ell fou succeït el 1855 per Antonio Buzzolla.
Va compondre òperes, balls i gran nombre d'obres religioses. A més, se li deu: Sullo stato attualle della musica in Italia, dissertació premiada per la Societat de Ciències i Arts de Liorna (Venècia, 1812), Il buon gusto della musica, poema; Vita di Giuseppe Haydn, Sugli Studio e le opere di Benedetto Marcello, i Guida per lo Studio del canto figurato. Va pertànyer a l'Acadèmia veneciana de Bones Lletres i a la dels Sofroncini.